# Paraferdina sohariae
Paraferdina sohariae är en sjöstjärneart som beskrevs av Marsh och Price 1991. Paraferdina sohariae ingår i släktet Paraferdina och familjen Ophidiasteridae.
Artens utbredningsområde är Sri Lanka. Inga underarter finns listade i Catalogue of Life.